# Saint-James
Saint-James là một xã trong tỉnh Manche, thuộc vùng hành chính Normandie của nước Pháp, có dân số là 2917 người (thời điểm 1999). Saint-James nằm ngay biên giới giữa Normandie và Bretagne, gần Mont-Saint-Michel.

## Nhân khẩu học
| 1962  | 1968  | 1975  | 1982  | 1990  | 1999  |
| ----- | ----- | ----- | ----- | ----- | ----- |
| 2 415 | 2 452 | 2 489 | 2 766 | 2 976 | 2 917 |

## Các thành phố kết nghĩa
- Erkelenz, Đức